# (16517) 1990 WD
(16517) 1990 WD là một tiểu hành tinh vành đai chính. Nó được phát hiện bởi Robert H. McNaught ở Đài thiên văn Siding Spring ở Coonabarabran, New South Wales, Australia, ngày 19 tháng 11 năm 1990.